# Андрейчук, Василий Мефодьевич
Васи́лий Мефо́дьевич Андрейчу́к (прозвища «Орёл», «Бор», «Остап», «Максим»; 1919—1947) — боец УПА, поэт, литератор. Член ОУН.

## Биография
Василий Андрейчук родился в 1919 году в с. Шишковцы, Борщевский район. В родном селе ходил в школу четыре года. Семь классов окончил в Королёвке. Не имея возможности дальше ходить в школу, занимался самообразованием, читал много книг. В польские времена работал в кооперации с. Стрелковцы, Королёвка, Сковятин, а затем в Иванкове и союзе кооперативов Борщёва.
В 1939 году начал симпатизировать ОУН. С приходом большевиков в 1939 году стал работать в райпотребсоюзе, а потом в банке в Борщёве. В 1940 году стал членом ОУН, поддерживая связи в Борщёве с другом по прозвищу «Гармаш». В начале 1941 года был призван в Красную армию, с которой участвовал в боях Великой Отечественной войны в районе Вязьмы и Москвы. Там получил ранение в голову и попал в немецкий плен, откуда сбежал и в марте 1942 года вернулся домой.
В мае 1942 года стал работать в союзе кооперативов в Иване-Пусте, в этот период его назначили районным референтуры СБ ОУН(б) и дали прозвище «Орёл». По его инициативе была создана разведывательная сеть, а позже проведена ликвидация польской организации, немецких конфидентов и погром поляков.
С приходом большевиков в 1944 году оставался в подполье. В сентябре был назначен на пост уездного проводника хозяйственной референты по кличке «Бор». После ликвидации хозяйственной референтуры в августе 1945 года был переведён в референтуру СБ ОУН(б), выполнял работу районного информативного с кличкой «Максим». В мае 1945 года был назначен на пост районной политики с кличкой «Остап».
3 ноября 1947 года Андрейчук вместе с «Бурей» и «Громом» находились дома у Петра Литки из Колодробки. По полудню сестра Петра Агафья доложила, что у неё в доме повстанцы. Ночью под село Шупарка подъехала машина с большевиками. Они со всех сторон окружили дом Петра Литки. Хозяин дома вышел, вышла и его сестра Агафья. Повстанцы остались сами.
В ходе часового боя Андрейчук, выпустив почти все патроны, бросил гранату, однако оцепления не прорвал. Он выпрыгнул из дома и, убегая к огороду, получил тяжёлое ранение. С восклицаниями: «Друзья, отомстите смерть и отплатите красной Москве!», «Слава Украинской Самостоятельной Соборной Державе!», «Слава Героям!» застрелился из пистолета. Тело Андрейчука с телами «Бури» и «Грома» 4 ноября 1947 года забрали в Колодробку, а после в Залещики.
Рукописная тетрадь с 22 стихами Андрейчука и речью «Слово на Рождество» (1945) сохраняет брат; его творческое наследие опубликовано в книге Н. Мизака и Ю. Зимельса «Дух извечной стихии и голоса крови» (Черновцы, 2008).
В честь Василия Андрейчука названа одна из улиц села Рохманов.